# نوسان خلقی

اختلال دو قطبی به صورت نوسانات خلقی شدید بین دو حالت افسردگی و شیدایی تعریف می گردد.

به تغییر شدید یا سریع در احوالات یا خلق و خوی یک فرد، نوسان خلقی گفته می شود. چنین نوسانات خلقی می توانند در افزایش دادن توانایی حل مسئله و نیز طراحی برنامه های آتی انعطاف پذیر، نقشی مثبت ایفا نمایند. اگرچه هنگامی که نوسانات خلقی آن قدری قوی باشند که مُخل و مخرب شوند، ممکن است عامل و علت اصلی یک اختلال دوقطبی گردند.